# Колотилово (Новленский сельсовет)
Колотилово — деревня в Вологодском районе Вологодской области.
Входит в состав Новленского сельского поселения, с точки зрения административно-территориального деления — в Новленский сельсовет.
Расстояние по автодороге до районного центра Вологды — 61 км, до центра муниципального образования Новленского — 1 км. Ближайшие населённые пункты — Чекшево, Романово, Курово, Перхурьево, Дмитриевское, Новленское.
По переписи 2002 года население — 7 человек.